# 杉山対軒

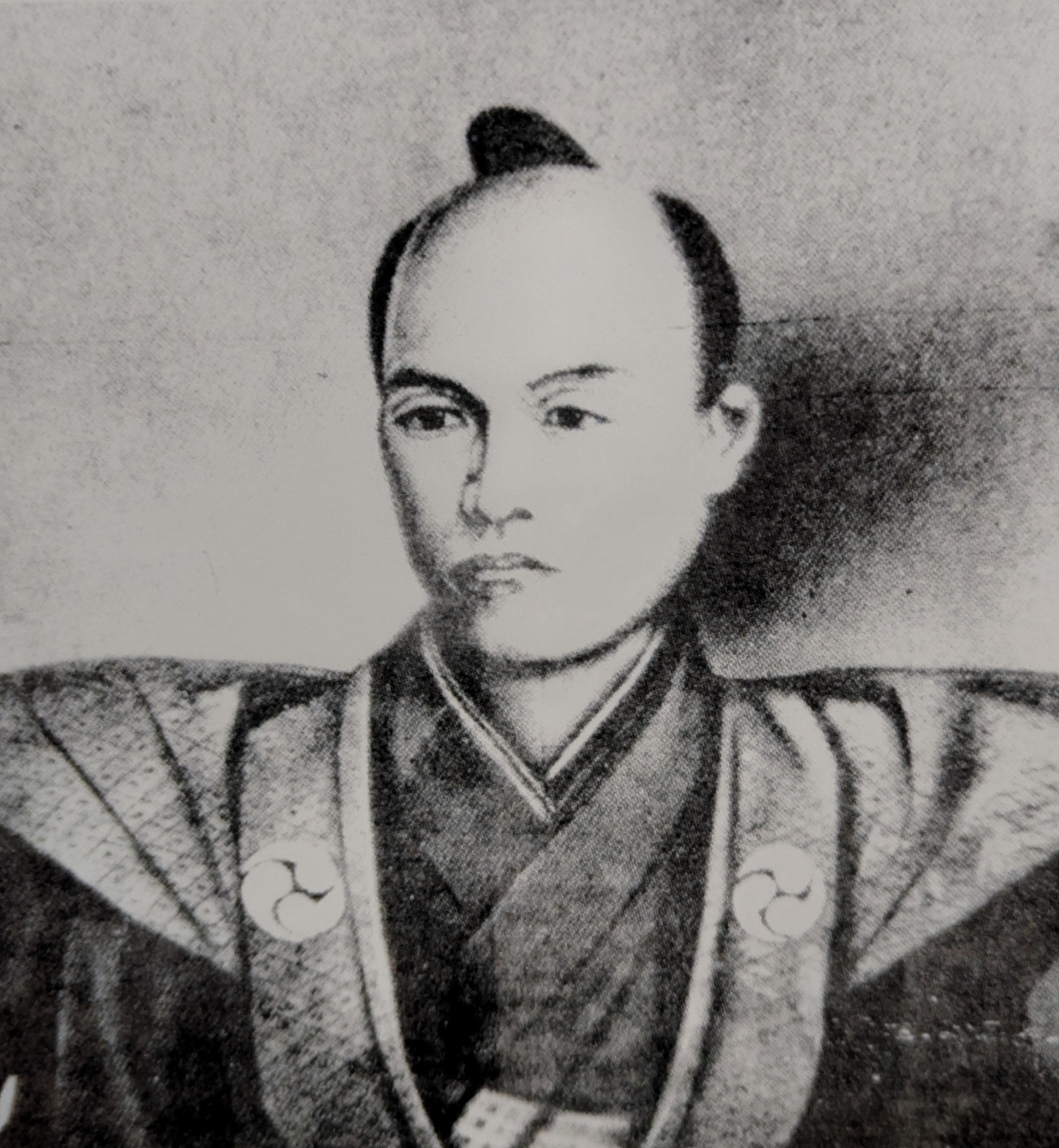
杉山対軒肖像

杉山 対軒（すぎやま たいけん、天保2年（1831年）3月 - 明治2年4月20日（1869年5月31日））は幕末の下総国関宿藩の家老。名は正臣、通称は市太夫、痴雲とも号す。。幕末期の関宿藩における勤王派の代表的人物。

## 略歴
安政6年（1859年）、500石で家老に抜擢。久世広周に仕え、第二次老中時代の藩政を支えるが、文久2年(1862年) に広周が失脚すると連座して隠居を命ぜられ蟄居処分となった。
元治元年（1864年）3月、水戸天狗党の乱がおこると、関宿藩関係者からも天狗党に協力するものもあらわれた。6月には広周が病死し、藩内に動揺が広がる中、8月4日には幕府の意を慮った藩士らの手によって天狗党協力者の川連虎一郎・古川瀧蔵が殺害されたが、虎一郎の同志らが後年政府に提出した贈位申請書によれば、この謀議には対軒も中心人物の一人として参加していたとされる。
慶応3年（1867年）10月には蟄居をとかれ、翌慶応4年（1868年）5月に勃発した久世騒動に際しては、船橋随庵と並んで「勤王派」の中心人物として、関宿城と深川藩邸を足しげく行き来し、藩の人心調整に尽力した。新政府軍を城内に引き入れることで岩井戦争に勝利するが、「佐幕派」が藩主久世広文を深川藩邸に連れ去ったことから奪還を企図して、談判に赴き、結果的には乱闘騒ぎを起こしてしまう。新政府軍によって拘束され、その後の情勢に関わりあうことなく、明治をむかえた。
新政府から「首謀ノ家来」を調査することを通達された関宿藩庁では、対軒ほか16名を一連の事件の「反逆首謀者」として報告した。杉山に対しては新政府側の「反逆者」の範疇とはことなるため、リストからの除名や再調査するべきことを求める動きもあった。。結果、小島弥兵衛を除く15名については一度藩へ身柄を戻されることになり、明治2年4月19日（1869年5月30日）、川船を使用して関宿へ送還されることになった。
しかしなぜか杉山一人だけ出発延期となり、翌4月20日、一人陸路を駕籠で帰還の途に就く。警護人として、平士・中川甚五右衛門、小役・板倉富太郎、足軽・吉田彦七郎がついていた。この時、身の回りの武器類は取り上げられ、駕籠に括りつけられた状態であった。駕籠が並塚村の関宿道（通称「四里八丁」現・埼玉県北葛飾郡杉戸町）にさしかかったところ、抜刀した何者かによって襲撃され、首を持ち去られた。この時、警護人の士分2名は逃走し、彦七郎のみが抵抗し負傷した。2日後、村役所に井口小十郎、冨山匡之助が対軒の首を持って、自首する。
井口は川連虎一郎も学んだ神道無念流免許皆伝者で、道場を通じた兄弟弟子であった。冨山は虎一郎の出身地真弓村の隣村横堀村の出身であった。彼らにとって対軒は「佐幕派」の首領と認識されていた。実行犯の二名は7月20日には「死一等減」ぜられ、関宿藩庁へ引き渡された。後、本来であれば終身禁固のところさらに実情を鑑みて「閉門三年」とされた。事件は川連虎一郎殺害への復讐として捉えられ、この後、虎一郎の同志による顕正活動が積極的に展開される。なお、後日、江戸詰中老・冨田弘人が、この暗殺事件の首謀者として、切腹している。
その一方で、対軒を「勤王派」として評価する者も多く、昭和24年には有志によって杉山対軒遭難の碑が事件現場に建てられた